# Saint-Julien-de-Peyrolas
Saint-Julien-de-Peyrolas é uma comuna francesa na região administrativa de Occitânia, no departamento de Gard. Estende-se por uma área de 12,54 km². Em 2010 a comuna tinha 1 451 habitantes (densidade: 115,7 hab./km²).